# Al Mahwait (huyện)
Huyện Al Mahwait là một huyện thuộc tỉnh Al Mahwit, Yemen. Đến thời điểm năm 2003, huyện này có dân số 50526 người